# Émile Coste
Émile Louis François Désiré Coste (Toulon, 1862. február 2. – Toulon, 1927. július 7.) olimpiai bajnok francia tőrvívó.

## Sportpályafutása
A második nyári olimpián, az 1900. évi nyári olimpiai játékokon, Párizsban indult vívásban, egy versenyszámban: tőrvívásban olimpiai bajnok lett. Ez a versenyszám az amatőröknek volt kiírva.
Klubcsapata a L’Ecole d'escrime de Joinville volt.